# Gertrud Franck
Gertrud Franck (Untergroeningen, 25 september 1905 - Stuttgart, 18 april 1996) was een Duitse non-fictie schrijver en biologische tuinierster. Vanaf de jaren veertig ontwikkelde ze haar eigen combinatieteelt, een rijensysteem met geïntegreerde vruchtwisseling, groenbemesting en compostering met behulp van dikke mulchlagen.
- Bibliothèque nationale de France: cb126571296 (data)
- Gemeinsame Normdatei: 1150549548
- International Standard Name Identifier: 0000 0000 2669 2341
- Library of Congress Control Number: n87827869
- Système universitaire de documentation: 188812296
- Virtual International Authority File: 34922459
- WorldCat: E39PBJrm4bvghKKF4JRQyHFBT3